# 芦書房
株式会社芦書房（あししょぼう）は、東京都千代田区に本社を置く日本の出版社。

## 概要
- 沿革 1957年（昭和32年）設立
- 本社所在地 東京都千代田区神田司町2-5